# 羽黒軌道
羽黒軌道（はぐろきどう）は、茨城県桜川市の羽黒駅と羽黒地区内の採石場を結んでいた石材運搬用の人車軌道。

## 概要
岩瀬町で産出されている花崗岩は羽黒石と呼ばれており、明治中期より採取が盛んになった。1904年（明治37年）4月に石材積込みの貨物駅として水戸線に羽黒駅が設置された翌年に大貫石材店の大貫亀吉らは池亀山 - 羽黒駅間（6キロ）に石材輸送のトロッコを敷設し、後には山口山まで延伸した。トラック輸送への切り替えのため昭和30年頃に廃止となった。現在でも築堤や切り通しが残る。

## 施設
起点は現在の羽黒駅月極駐車場、終点の池亀山は五大力堂、山口山は堀石材の採石場付近にあった。